# Кекропс (син на Ерехтей)
Кекропс II (на старогръцки: Κέκροψ, Kekrops, на латински: Cecrops) в гръцката митология е цар на Атика (1347 – 1307 пр.н.е.).
Той е големият син на Ерехтей и Пракситея. Брат е на Орней, Теспий, Метион, Сикион, Пандор, Алкон, Евпалам, Прокрида, Креуса, Орития, Хтония, Протогенея, Пандора и Меропа.
След смъртта на баща му той е определен от Ксут за негов наследник, след което Ксут е изгонен от Атина от неговите братя. Той се жени за Метиадуса, дъщерята на Евпалам. Наследник на Кекроп става неговият син Пандион II.
Кекроп осветил в храма на Атина Полиас на акропола в Атина една дървена статуя на Хермес. Той пръв определил Зевс като най-висшия (Hypatos) на боговете.